# Beatrix (Albon)
Béatrice d’Albon (* 1161; † 16. Dezember 1228 auf der Burg von Vizille) war ab 1162 Dauphine von Viennois, Gräfin von Albon, Grenoble, Oisans und Briançon; sie war die Tochter von Guigues V. d’Albon, Dauphin von Viennois und Beatrice von Montferrat.

## Leben
Ihr Vater starb, als sie erst 1 Jahr alt war, so dass sie unter der Vormundschaft ihrer Großmutter Mathilde oder Margarete von Burgund († 1163/64) stand, die ihre Kraft daran setzte, ihr einen Ehemann zu verschaffen.
Bereits 1164, im Alter von drei Jahren und im Todesjahr ihrer Großmutter, wurde sie verheiratet. Ihr Ehemann war Albéric Taillefer von Toulouse, der zweite Sohn von Raimund V., Graf von Toulouse, und Konstanze von Frankreich, selbst erst sieben Jahre alt, aber der Neffe des Königs Ludwig VII. – die Annäherung der Dauphiné, die zum Kaiserreich gehörte, an das Königreich Frankreich, hatte begonnen.
Nach dem Tod der Großmutter übernahm die Mutter die Regentschaft für Béatrice. Albéric Taillefer starb 1183 ohne Nachkommen. Im Jahr 1184 heiratete die junge Witwe Hugo III. von Burgund (* 1148, † 1192), mit dem sie drei Kinder hatte:
- André Guigues VI. (* 1184; † 1237), Dauphin von Viennois
- Mahaut (* 1190; † 1242), die 1214 Johann I. (* 1190; † 1267), Graf von Chalon und Auxonne, heiratete.
- Anne (* 1192; † 1243), die 1222 Amadeus IV. (* 1197; † 1253), Graf von Savoyen, heiratete.

Hugo III. nahm am Dritten Kreuzzug teil und starb 1192 in Tyros. Im darauf folgenden Jahr ging Béatrice ihre dritte Ehe ein, diesmal mit einem Adligen aus der Bresse, Hugo von Coligny (* 1170; † 1205), Herr von Coligny-le-Neuf, mit dem sie zwei weitere Kinder hatte:
- Béatrix, † 1240/41, Dame de Malleval et de Rochechaume; ⚭ Albert III., Sire de La Tour(-du Pin), † 1259/60 (Haus La Tour-du-Pin). Ihr Enkel Humbert I. von La Tour du Pin heiratete seine Cousine 3. Grades, Anne, Enkelin von Guigues VI., und wurde Dauphin von Viennois.
- Marie, 1234/66 Dame de Varey, de Vaux et de Saint-Sorlin; ⚭ 1241 Raoul (Rodolphe), 1253 Graf von Genf, † 1265